# Улица Столетова (Москва)
У́лица Столе́това — улица в Москве, в Западном административном округе, районе Раменки. Улица пересекается с Мичуринским проспектом в районе дома № 12 по нему и с Мосфильмовской улицей.

## Происхождение названия
Названа 25 декабря 1961 года в честь Александра Григорьевича Столетова (1839—1896) — русского физика, электротехника, профессора Московского университета. Недалеко от улицы у физического факультета МГУ установлен памятник Столетову.